# آنا كيس
آنا كيس (بالإنجليزية: Anna Case)‏ هي مغنية أوبرا أمريكية، ولدت في 29 أكتوبر 1888 في كلينتون في الولايات المتحدة، وتوفيت في 7 يناير 1984 في نيويورك في الولايات المتحدة.

## وصلات خارجية
- آنا كيس على موقع IMDb (الإنجليزية)
- آنا كيس على موقع ميوزك برينز (الإنجليزية)
- آنا كيس على موقع أول ميوزيك (الإنجليزية)
- آنا كيس على موقع ديسكوغز (الإنجليزية)
- آنا كيس على موقع قاعدة بيانات الفيلم (الإنجليزية)